# Cercartetus concinnus
L'opossum pigmeo sud-occidentale (Cercartetus concinnus Gould, 1845) è un piccolo marsupiale della famiglia dei Burramidi originario dell'Australia. Gli studi genetici indicano che il suo parente più prossimo è probabilmente l'opossum pigmeo orientale, dal quale i suoi antenati si separarono circa otto milioni di anni fa.

## Descrizione
L'opossum pigmeo sud-occidentale si differenzia da tutte le altre specie del genere Cercartetus per il fatto di avere gran parte del pelo di colore cannella acceso, non grigio. Ha le regioni inferiori di colore bianco candido, diversamente dai suoi parenti, e una macchia relativamente indistinta di pelo più scuro davanti agli occhi. Possiede orecchie più grandi, di forma ovale, grandi occhi, e lunghe vibrisse. La coda è lunga e prensile ed è ricoperta, più che da peli, da squame sottili. Le zampe posteriori hanno il primo dito opponibile, mentre tutte e quattro le zampe presentano larghi cuscinetti all'estremità delle dita.
Nonostante abbia dimensioni relativamente piccole se paragonate a quelle della maggior parte degli altri opossum, è uno degli opossum pigmei più grandi, con esemplari adulti che hanno una lunghezza testa-corpo di 5,7-7,2 cm e una coda di 7,7-8,7 cm. Pesa 8-21 g. La femmina possiede un marsupio ben sviluppato, aperto sul davanti, contenente sei capezzoli. Pur essendo così piccolo, ha una lingua insolitamente lunga, che raggiunge gli 1,2 cm.

## Biologia

### Comportamento
L'opossum pigmeo sud-occidentale conduce vita solitaria e notturna. Durante il giorno rimane nascosto nelle cavità degli alberi o in altre fenditure naturali, in nidi abbandonati di uccello o tra la fitta vegetazione. Di notte effettua spostamenti alla ricerca di cibo o di partner con cui accoppiarsi, coprendo ogni notte distanze di circa 50 m, e nel corso dell'anno può migrare anche verso altre zone a seconda della disponibilità locale delle piante di cui si nutre. Trascorre la maggior parte del tempo sugli alberi, utilizzando la forte presa delle zampe e la coda prensile per aggrapparsi ai rami, alla ricerca di materiali per costruire il nido e di fiori da aprire per avere accesso al nettare. Emette un richiamo descritto come una sorta di rapido cinguettio.
Si nutre prevalentemente di nettare e polline, soprattutto di quelli di piante del genere Melaleuca ed Eucalyptus, e può giocare anche un ruolo importante nella loro impollinazione. Integra inoltre la sua dieta con insetti. Tra i suoi predatori figurano sia specie originarie della zona, come quoll, serpenti e rapaci notturni, che introdotte recentemente dall'uomo, come volpi rosse e gatti domestici.
Gli opossum pigmei sud-occidentali sono in grado di entrare in una specie di torpore quando il clima è inclemente o rigido, in modo da conservare energie e riserve di cibo. Durante i periodi di torpore, che possono durare fino a sette giorni alla volta, la temperatura corporea scende fino a divenire simile a quella dell'ambiente circostante, e il consumo di ossigeno cala fino all'1% del normale. Dormono piegati in avanti, con le orecchie ripiegate sugli occhi e la lunga coda arrotolata sotto il corpo. Rispetto ad altri mammiferi di dimensioni simili, si svegliano dal torpore piuttosto rapidamente.

### Riproduzione
Gli opossum pigmei sud-occidentali possono riprodursi in ogni periodo dell'anno, sebbene generalmente si accoppino in primavera, e danno alla luce nidiate di quattro-sei piccoli. La madre spesso ospita nell'utero più di sei embrioni alla volta, ma dal momento che essa possiede solo sei capezzoli è in grado di allevare al massimo solo sei piccoli, dato che i piccoli dei marsupiali rimangono attaccati al proprio capezzolo per gran parte della loro infanzia. Stranamente, tuttavia, la madre è in grado di partorire appena due giorni dopo aver svezzato la nidiata precedente; i suoi capezzoli, allora, cambiano drasticamente di dimensioni per accogliere i nuovi arrivati più piccoli, e le ghiandole mammarie smettono di produrre latte, convertendolo in colostro.
Quando lasciano il marsupio materno, a circa 25 giorni di età, i piccoli non sono ancora in grado di vedere; inizialmente rimangono al sicuro nel nido, e sono completamente svezzati verso i 50 giorni di età. Le femmine raggiungono la maturità sessuale a 12-15 mesi.

## Distribuzione e habitat
L'opossum pigmeo sud-occidentale occupa un areale frammentato che comprende le regioni sud-occidentali dell'Australia Occidentale, l'intera fascia del grano dell'Australia Meridionale, l'isola dei Canguri e il Victoria, fino a Edenhope a sud. È presente anche nell'estremità sud-occidentale del Nuovo Galles del Sud, Stato nel quale figura sulla lista delle specie minacciate. Abita le aree boschive semiaride, le boscaglie e le brughiere, dominate da piante del genere Callistemon, Melaleuca, Banksia e Grevillea. Sebbene venga generalmente suddiviso in due sottospecie, separate geograficamente tra loro dal Nullarbor Plain, studi genetici non hanno rivelato alcuna differenza rilevante tra le popolazioni orientali e occidentali. Inoltre, nel Nullarbor Plain sono stati rinvenuti dei fossili appartenenti a questa specie, nonostante essa sia da lungo tempo scomparsa dalla regione.

## Tassonomia
Sono state riconosciute due sottospecie:
- C. c. concinnus Gould, 1845: Australia Occidentale sud-occidentale;
- C. c. minor Wakefield, 1963: Australia Meridionale meridionale e sud-orientale, isola dei Canguri e Victoria occidentale.